# Gregor Židan
Gregor Židan, slovenski nogometaš in politik, * 5. oktober 1965, Ljubljana.
Židan je nekdanji nogometaš Olimpije, Dinamo Zagreba in Maribora. Bil je poslanec 8. državnega zbora Republike Slovenije.

## Politika
24. septembra 2018 je v poslanskih klopeh Stranke modernega centra zamenjal Zdravka Počivalška, ki je postal minister za gospodarski razvoj in tehnologijo. Sredi maja 2020 je zapustil poslansko skupino SMC in prestopil v poslansko skupino SD. Vodja poslanske skupine SMC Janja Sluga je na novinarski konferenci dejala, da Židan za prestop ni navedel političnih razlogov, omenil pa je "sanjsko ponudbo, ki je pač ni mogel zavrniti." V medijih je zaokrožilo, da naj bi stranka SD Židanu ponudila nekaj sto tisoč evrov oz. delovno mesto na Nogometni zvezi Slovenije. Sam je podkupnino označil za polresnice in laž ter da mu je odhod iz SMC narekovala vest. "Sanjska ponudba" naj bi po njegovih besedah bila obljuba Socialnih demokratov, da gredo skupaj na naslednje volitve in poskusijo zmagati.

## Zunanje poslovanje
Aprila 2021 je v javnost prišla informacija, da je Židan sodeloval na pripravah slovenske mladinske reprezentance na evropskem prvenstvu. Za svoje delo je od Nogometne zveze Slovenije prejel pokritje stroškov, 100 evrov na dan, in sicer za trinajst dni; ter še 65 evrov potnih stroškov. Poslanci morajo tovrstne dohodke ustrezno prijaviti. Židan tega ni storil, saj je menil, da povrnitev stroškov ni honorar, saj da je sicer delo opravljal brezplačno. Finančna uprava je 23. aprila 2021 izdala mnenje, da se ta prihodek šteje kot dohodek. Račun NZS je izstavil kar preko svojega domačega podjetja. Državni zbor trenerskega dela Židanu ob pričetku mandata ni dovolil, prav tako ne dela v svojem podjetju Gregorino d.o.o. S tem je kršil 13. člen Zakona o Poslancih, mandatno volilna komisija pa bo o tem razpravljala 13. maja. Po navedbah stranke SD naj bi njeni poslanci račune pošiljali v pregled KPK. KPK kasneje pri pregledu dejavnosti ni opazila nobenih kršitev zakona o intergriteti in preprečevanju korupcije.